# رشان
رأشان، روستایی از توابع بخش مرکزی شهرستان شازند در استان مرکزی ایران است.
و با روستاهای قدمگاه ، باغ‌برآفتاب ، غینر، ورقا و ده‌پول همجوار است.

## جمعیت
این روستا در دهستان قره کهریز قرار دارد و براساس سرشماری مرکز آمار ایران در سال ۱۳۹۵، جمعیت آن ۵۳۷ نفر (۱۱۴ خانوار) بوده‌است.
این روستا همچنین در سرشماری سال‌های ۱۳۴۵ ،۱۳۵۵,۱۳۶۵ و ۱۳۷۵ به ترتیب ۴۴۰,۴۱۶,۵۰۰ و ۴۶۷ نفر جمعیت داشته‌است.

## آب‌وهوا
در روستای رشان, آب و هوا سرد و معتدل است. میانگین سالانه دما 11.4 سانتی گراد است.همچنین میانگین بارش در آن به 311 میلی‌متر می‌رسد.
تفاوت میزان بارش در خشک‌ترین و مرطوب‌ترین ماه سال 56 میلی‌متر است. تغییر در دما نیز در طول سال به میزان 28.5 درجه سانتی گراد است.

## تاریخچه
استاد ابراهیم دهگان مورخ صاحب نام استان مرکزی همچنین در کتاب گزارشنامه  دربارهٔ روستای رشان آورده است«دهی است در کزاز و نام آن حکایت از قدمت آن قریه می نماید.در قباله جات وابسته به قرن نهم که در اختیار نویسنده سطور است به همین صورت نام ده مزبور برده شده‌است.
شایان گفتن است فرهنگ جغرافیایی ایران از انتشارات دایره جغرافیایی ارتش نیز در سال 1328شمسی ذیل نام روستای رشان آورده است«ده جزء دهستان کزاز بالا بخش سربند شهرستان اراک واقع در 14 کیلومتری شمال خاوری آستانه و 3 کیلومتری راه مالرو عمومی . این روستا در منطقه ای کوهستانی و سرد سیر قرار دارد و سکنه آن 423 نفر است که مذهب شیعه داشته و به زبان فارسی تکلم میکنند . منابع آب روستا از هفته و عمارت و محصولات غلات ، حبوبات،چغندر قند ، انگور و قلمستان است. شغل مردم زراعت و گله داری است. قالیچه بافی در روستا رونق دارد و راه ارتباطی آن مالرو و اتومبیل نیز می‌توان برد.